# جوزيف فوشيه
جوزيف فوشيه، دوق أوترانتو الأول والكونت فوشيه الأول (بالفرنسية: Joseph Fouché)، (21 مايو 1759-25 ديسمبر 1820)، كان رجل دولة فرنسي ووزير شرطة تحت جناح القنصل الأول نابليون بونابرت، والذي أصبح فيما بعد الإمبراطور نابليون. عُرِف بشكل خاص بالوحشية التي قمع بها تمرد ليون خلال الثورة في عام 1793، وبكونه وزيرًا للشرطة تحت حكومة المديرين الفرنسية وحكومة القناصل وعهد الإمبراطورية. تُرجم لقبه في النصوص الإنجليزية غالبًا على أنه دوق أوترانتو.

## النزاع مع روبسبيار
أعرب روبسبيار عن استيائه من الفظائع التي ارتكبها فوشيه أثناء مهمته. تجاوز فوشيه حدوده بالاستهزاء بالإحياء الربوبي في وقت مبكر من يونيو عام 1794 خلال «مهرجان الخالق الأعظم». تبادل روبسبيار اتصالات غاضبة معه، وحاول طرده من نادي اليعاقبة في 14 يوليو عام 1794. عمل فوشيه بطاقته المعتادة وخطط للإطاحة بروسبيار من وراء الكواليس بينما كان مختبئًا في باريس. نجا فوشيه في نهاية المطاف من موجة تطهير روبسبيار الأخيرة، والتي حدثت لأنه كان بصدد خسارة نفوذه، ولأن فوشيه كان تحت حماية بارّاس.

## حكومة المديرين الفرنسية
هددت الحركة التالية التي أيدت أساليب الحكومة الأكثر رحمة بالقضاء على مجموعة من السياسيين الذين لعبوا دورًا رئيسيًا في تنفيذ الانقلاب؛ ولكنهم ظلوا في السلطة لفترة بعد شهر يوليو على الرغم من ذلك، ويُعزى ذلك بشكل كبير أيضًا إلى مكائد فوشيه. أدى ذلك أيضًا إلى حدوث انقسامات في مجموعة ترميدور، والتي سرعان ما أصبحت معزولة تقريبًا، إذ أنفق فوشيه كل طاقته على التصدي لهجمات المعتدلين. أدانه فرانسوا أنطوان دي بويسي دونغلاس في 9 أغسطس عام 1795، فتسبب ذلك في اعتقاله، ولكن التمرد الملكي في معركة 13 فنديميير في السنة الرابعة أحبط عملية إعدامه، وأُفرِج عنه في العفو الذي أعقب إعلان دستور 5 فركتيدور.
ظل فوشيه غامضًا في البداية في حكومة المديرين الفرنسية التالية (1795-1799)، ولكن العلاقات التي ربطته مع أقصى اليسار، والتي ترأسها شوميت والآن فرانسوا نويل بابوف، ساعدته على النهوض مرة أخرى. قيل أيضًا أنه خان مؤامرة بابوف في عام 1796 للقائد بول بارّاس. مالت البحوث الأخيرة إلى الشك في صحة ذلك.
خرج فوشيه من الفقر ببطئ، ولكنه حصل على منصب له علاقة بالإمدادات العسكرية في عام 1797، فوفر له فرصًا كبيرة لكسب المال. قرر دعم اليعاقبة وبارّاس مرة أخرى بعد تقديم خدماته لأول مرة إلى الملكيين الذين كانت حركتهم تجمعًا للقوة آنذاك. قدم فوشيه خدماته لبارّاس في انقلاب بيير فرانسوا شارل أوجرو المناهض للملكية من فركتيدور عام 1797، والذي عينه في عام 1798 سفيرًا فرنسيًا للجمهورية الألبية. حُكم عليه في ميلانو بشدة مما أدى إلى عزله، ولكنه تمكن من الاحتفاظ بنفسه والتآمر بنجاح ضد خليفته لفترة من الوقت.
عاد إلى باريس في وقت مبكر من عام 1799، وأصبح بعد فترة قصيرة سفيرًا في لاهاي، وأصبح وزيرًا للشرطة في باريس في 20 يوليو عام 1799. أراد المدير المنتخب حديثًا، إيمانويال جوزيف سياس، الحد من تجاوزات اليعاقبة، الذين أعادوا افتتاح ناديهم مؤخرًا. أغلق فوشيه نادي اليعاقبة بطريقة جريئة، واصطاد هؤلاء المؤلفين والمحررين، سواء كانوا من اليعاقبة أو الملكيين، والذين كانوا منتقدين مؤثرين للحكومة، وذلك حتى وقت عودة الجنرال نابليون بونابرت من الحملة المصرية (أكتوبر عام 1799)، إذ كان اليعقوبي السابق أحد أقوى الرجال في فرنسا.

## المئة يوم واستعادة البوربون
عاد نابليون بونابرت من إلبا وشق طريقه إلى الانتصار إلى باريس. أرسل لويس الثامن عشر إلى فوشيه عرضًا تضمن وزارة الشرطة، وذلك قبل وقت قصير من وصوله إلى باريس (19 مارس عام 1815)، ولكنه رفضه قائلًا: «فات الأوان، إن الخطة الوحيدة التي يجب اعتمادها هي التراجع». أحبط بعد ذلك محاولة الملكيين في إلقاء القبض عليه، وحصل للمرة الثالثة على منصب وزير الشرطة عند وصول نابليون.
لم يمنعه ذلك من الدخول في علاقات سرية مع رجل الدولة النمساوي كليمنس فون مترنيش في فيينا، وتجسد هدفه بالاستعداد لجميع الاحتمالات. استخدم فوشيه كل صلاحياته في هذه الأثناء لحث الإمبراطور على إضفاء الطابع الديمقراطي على حكمه، وقيل إنه تسبب في إدخال عبارة: «تكمن السيادة في الشعب، إنها مصدر القوة» في إعلان مجلس الدولة. لم يمكن تجاوز ميول نابليون الاستبدادية، ولكن فوشيه تنبأ بالسقوط الوشيك للإمبراطور، فاتخذ تدابيرًا لتسريع وتأمين مصالحه الخاصة.
انضم فوشيه إلى الحلفاء الغزاة وتآمر ضد نابليون في عام 1814. انضم إلى نابليون مرة أخرى أثناء عودته، وكان وزيرًا للشرطة خلال فترة حكم نابليون القصيرة، المئة يوم. بدأ فوشيه مرة أخرى بالتآمر ضد نابليون وانضم إلى معارضة البرلمان، وذلك بعد هزيمة نابليون النهائية في معركة واترلو. ترأس الحكومة المؤقتة وحاول التفاوض مع الحلفاء، وهدف غالبًا إلى إنشاء جمهورية وتعيين نفسه رأيسًا لها، وذلك بمساعدة بعض الماسونيين الجمهوريين. لم تتحقق هذه الخطط أبدًا، واستعاد البوربون السلطة في يوليو عام 1815. كانت خدمات فوشيه ضرورية، إذ أصبح تاليران، وهو شخص آخر سيئ السمعة، رئيسًا للوزراء في مملكة فرنسا، وعُيِّن فوشيه وزيرًا للشرطة، فكان بذلك وزيرًا للملك لويس الثامن عشر، شقيق لويس السادس عشر.
تجسدت سخرية القدر بتصويت فوشيه لصالح حكم الإعدام بحق لويس السادس عشر. انتمى بذلك إلى جماعة قتلة الملك، ولم يتسامح الملكيون المتشددون داخل الحكومة وخارجها معه كعضو في الحكومة الملكية. بدأ فوشيه، الذي كان ذات يوم ثوريًا يستخدم الإرهاب المتطرف ضد أنصار بوربون، حملة من الإرهاب الأبيض ضد أعداء حقيقيين ووهميين للإصلاح الملكي (موجهة بشكل رسمي ضد أولئك الذين خططوا ودعموا عودة نابليون إلى السلطة).
رفض رئيس الوزراء تاليران هذه الممارسات، بما في ذلك حكم الإعدام غير المجدي على ميشال نيي وتجميع قوائم المحظورات لرجال عسكريين آخرين وسياسيين جمهوريين سابقين. ظهرت المحادثة المشهورة، أو سيئة السمعة، بين فوشيه ولازار كارنو، الذي كان وزيرًا للداخلية خلال المئة يوم:
- كارنو: أين يجب أن أذهب بعد ذلك أيها الخائن؟
- فوشيه: اذهب إلى المكان الذي تريده أيها الأحمق![7]

سرعان ما أُحيل فوشيه إلى منصب السفير الفرنسي في ساكسونيا. خسر تاليران منصبًا وزاريًا بعد فترة قصيرة، إذ كان رئيسًا للوزراء منذ 9 يوليو حتى 26 سبتمبر عام 1815. وجدت السلطات الملكية خدمات فوشيه الإضافية عديمة الفائدة، وحظرته في عام 1816. توفي في المنفى في تريست في عام 1820.

## روابط خارجية
- جوزيف فوشيه على موقع الموسوعة البريطانية (الإنجليزية)